# Éva Angyal
Éva Angyal (Budapeste, 18 de abril de 1955) é uma ex-handebolista húngara, medalhista olímpica.
Éva Angyal fez parte do elenco medalha de bronze, em Montreal 1976.